# Tribalistas

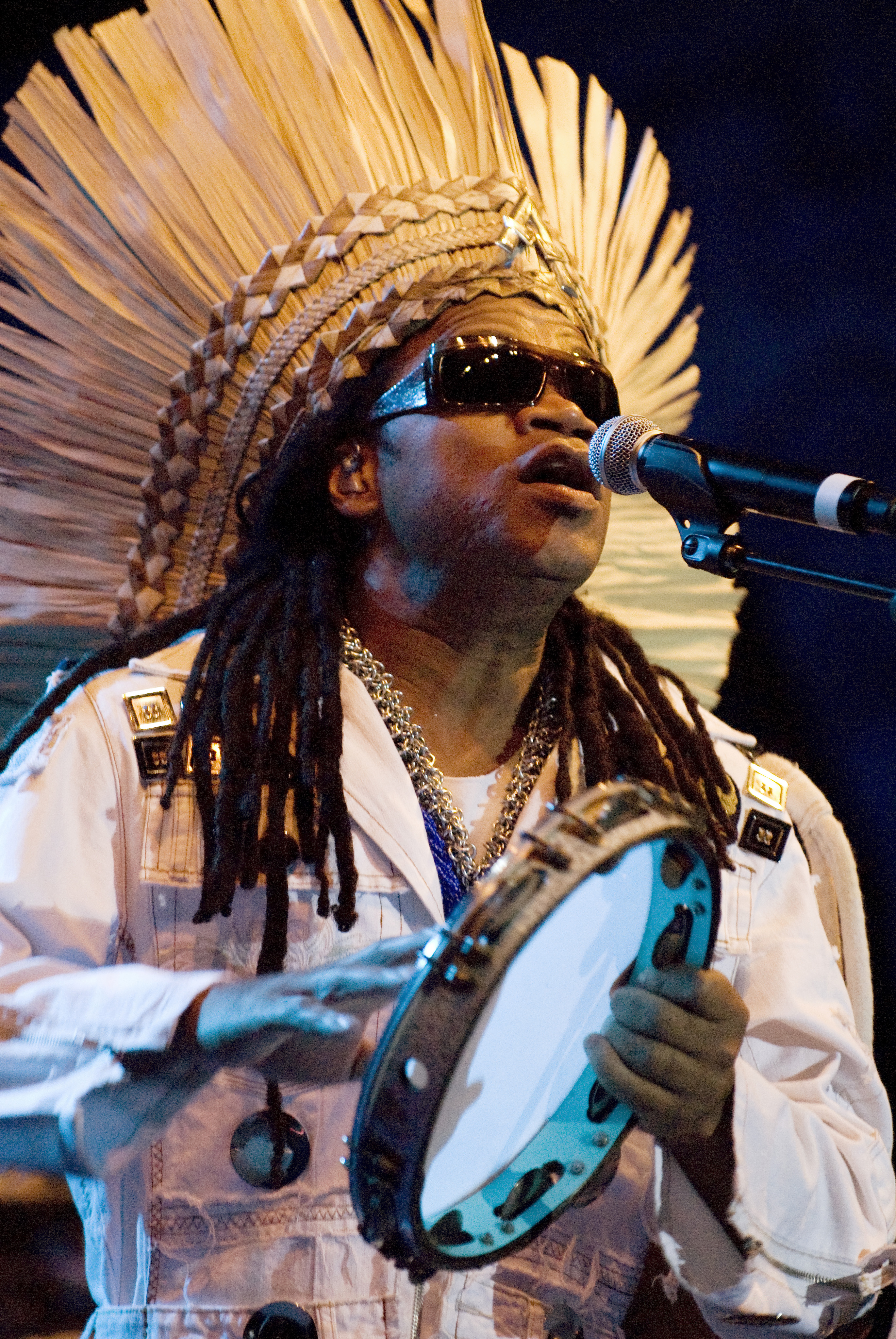
Rédigée dans d'autres langue

Tribalistas est un album sorti en 2002 par le trio éponyme constitué de trois chanteurs brésiliens : Marisa Monte, Carlinhos Brown et Arnaldo Antunes. La chanson Já sei namorar se trouve dans le jeu vidéo de foot FIFA Football 2004.

## Liste des titres
1. Carnavália
2. Um a um
3. Velha infância
4. Passe em casa
5. O amor é feio
6. É você
7. Carnalismo
8. Mary Cristo
9. Anjo da guarda
10. Lá de longe
11. Pecado é lhe deixar de molho
12. Já sei namorar
13. Tribalistas